# Édouard Gauttier d'Arc
Pour les articles homonymes, voir D'Arc.
Édouard Gauttier d'Arc, né le 9 mars 1799 à Saint-Malo et mort le 26 avril 1843 à Barcelone, est un diplomate, orientaliste, traducteur et écrivain français.

## Biographie
Descendant de Pierre d'Arc, frère de Jeanne, comme le rappelle la particule qu'il est autorisé à porter en 1827, Édouard Gauttier d'Arc suit, tout en faisant son droit, les cours de l'École des langues orientales.
Plus tard, il entame une carrière diplomatique qui, par Naples, Valence et Barcelone, le mènera à Alexandrie, en Égypte, comme consul. En 1843, alors qu'il se trouve dans ce pays, il tombe malade et décide de rentrer en Europe ; il meurt dans la rade de Barcelone à l'âge de quarante-quatre ans.
Gauttier d'Arc fut l'un des fondateurs de la Société de géographie (1821), dont il fut le premier secrétaire, et deviendra peu après membre de la Société des antiquaires de France.
Il est l'auteur de plusieurs ouvrages historiques, politiques ou littéraires, de traductions, et de récits de voyage.
Il est inhumé au cimetière des Aiguillons à Cherbourg.

## Publications
- De l'équilibre du pouvoir en Europe (traduit de l'anglais de Gould Francis Leckie), Maradan, Paris, 1819 lire en ligne sur Gallica
- L'Afrique ou Histoire, mœurs, usages et coutumes des Africains (traduit de l'anglais de George Francis Lyon), Nepveu, Libraire, Paris, 1821 [lire en ligne]
- Ceylan, ou Recherches sur l'histoire, la littérature, les mœurs et les usages des Chingulais, par M. Édouard Gauttier, Nepveu, Libraire, Paris, 1823 [lire en ligne]
- La Perse, ou Histoire, mœurs et coutumes des habitans de ce royaume, ouvrage traduit ou extrait des relations les plus récentes par M. Narcisse Perrin, avec une notice géographique, une notice historique et des notes, Nepveu, Libraire, Paris, 1823.
- Catalogue des livres... composant la bibliothèque de feu M. Louis-Mathieu Langlès, J.-S. Merlin, Paris, 1825 [lire en ligne]
- Voyage de Naples à Amalfi par Castellamare et Pompeia. Extrait d'un voyage inédit en Italie pendant les années 1824–1827, Rignoux, Paris, 1827 lire en ligne sur Gallica
- Histoire des conquêtes des Normands, en Italie, en Sicile et en Grèce, accompagnée d'un atlas, L. de Bure, Paris, 1830 (lire en ligne)
- Fragmens d'un voyage en Italie, en Grèce et en Asie pendant les années 1829–1830, A. Auffray, Paris, 1831.